# تشارلز في. ويب جونيور
تشارلز في. ويب جونيور (بالإنجليزية: Charles V. Webb, Jr.)‏ هو محامي أمريكي، ولد في 17 أبريل 1910 في إيست أورانج في الولايات المتحدة، وتوفي بنفس المكان في 15 مايو 2010.